# Borské teze
Borské teze (německy Heider Thesen) je dokument vzniklý v létě 1883 v Boru u Tachova. Obsahuje sociální učení katolických myslitelů německého jazykového okruhu.
Setkání 14 odborníků na sociální problematiku zorganizoval kníže Karel z Lövensteinu. Borské teze přijal za své Zentralkomitee der katholischen Vereine Deutschlands. Staly se jedním z východisek encykliky Rerum novarum.